# Clubul Sportiv Goliador-ȘS-11 Real Chișinău
ȘS11 CS Goliador-Real, nota più semplicemente come Goliador Chișinău è una società calcistica femminile moldava con sede nella capitale Chișinău. Gioca nella Divizia Națională Feminină, il massimo Campionato moldavo femminile di calcio.

## Palmarès
- Divizia Națională Feminină: 3

2010-11, 2012-13, 2013-14
- Cupa Moldovei (femminile): 1

2010-11

## Risultati nelle competizioni UEFA
| Stagione | Competizione     | Fase                     | Avversario       | Risultato | Risultato | Risultato |
| Stagione | Competizione     | Fase                     | Avversario       | andata    | ritorno   | aggregato |
| -------- | ---------------- | ------------------------ | ---------------- | --------- | --------- | --------- |
| 2011-12  | Champions League | gironi di qualificazione | PAOK Salonicco   | 0-3       | 0-3       | 0-3       |
| 2011-12  | Champions League |                          | Young Boys       | 0-7       | 0-7       | 0-7       |
| 2011-12  | Champions League |                          | Naše Taksi       | 0-6       | 0-6       | 0-6       |
| 2013-14  | Champions League | gironi di qualificazione | ASA Tel Aviv     | 0-6       | 0-6       | 0-6       |
| 2013-14  | Champions League |                          | Apollōn Lemesou  | 0–1       | 0–1       | 0–1       |
| 2013-14  | Champions League |                          | Nové Zámky       | 0–6       | 0–6       | 0–6       |
| 2014-15  | Champions League | gironi di qualificazione | Osijek           | 0-12      | 0-12      | 0-12      |
| 2014-15  | Champions League |                          | Spartak Subotica | 0-19      | 0-19      | 0-19      |
| 2014-15  | Champions League |                          | Amazones Dramas  | 0-11      | 0-11      | 0-11      |

## Rosa
| N. |                     | Ruolo | Calciatrice          |
| -- | ------------------- | ----- | -------------------- |
| 1  | Moldavia (bandiera) | P     | Zinaida Curoș        |
| 2  | Moldavia (bandiera) | D     | Iulia Baltaga        |
| 3  | Moldavia (bandiera) | D     | Victoria Gurdiș      |
| 4  | Moldavia (bandiera) | D     | Veronica Cebotaru    |
| 5  | Moldavia (bandiera) | D     | Tatiana Gherghelegiu |
| 6  | Moldavia (bandiera) | D     | Ana Arnautu          |
| 7  | Moldavia (bandiera) | C     | Danuța Chicu         |
| 8  | Moldavia (bandiera) | A     | Carina Cazac         |
| 9  | Moldavia (bandiera) | C     | Diana Butnaru        |
| 10 | Moldavia (bandiera) | A     | Anastasia Toma       |

| N. |                     | Ruolo | Calciatrice          |
| -- | ------------------- | ----- | -------------------- |
| 11 | Moldavia (bandiera) | A     | Diana Loghin         |
| 12 | Moldavia (bandiera) | P     | Margarita Panova     |
| 13 | Moldavia (bandiera) | D     | Daniela Furculița    |
| 14 | Moldavia (bandiera) | C     | Nadejda Colesnicenco |
| 15 | Moldavia (bandiera) | C     | Violeta Mițul        |
| 16 | Moldavia (bandiera) | D     | Alina Malic          |
| 17 | Moldavia (bandiera) | C     | Liuba Dragomir       |
| 18 | Moldavia (bandiera) | C     | Aneta Şapovalenco    |
| 19 | Moldavia (bandiera) | C     | Ecaterina Fedoseinco |
| 20 | Moldavia (bandiera) | A     | Marina Boișteanu     |